# Torrent de Roters
El Torrent de Roters és un afluent per la dreta de la Rasa, al Bages.

## Municipis per on passa
El curs del Torrent de Roters transcorre íntegrament pel terme municipal de Sant Mateu de Bages.

## Xarxa hidrogràfica
La xarxa hidrogràfica del Torrent de Roters està constituïda per 2 cursos fluvials (el mateix torrent i un altre afluent per la dreta amb una longitud de 89 m.) que sumen una longitud total de 1.307m.

### Distribució municipal
El conjunt de la seva xarxa hidrogràfica transcorre íntegrament pel terme municipal de Sant Mateu de Bages.

### Territori PEIN
Tota la conca del torrent forma part del PEIN de la Serra de Castelltallat.